# Eleição municipal de Santa Rita em 2012
A eleição municipal da cidade brasileira de Santa Rita em 2012 ocorreu no dia 07 de outubro de 2012, como parte do conjunto de eleições municipais no Brasil que ocorreram no mesmo ano. Na ocasião, foram eleitos um prefeito, vice-prefeito e 19 vereadores para a Câmara Municipal da cidade.
A campanha eleitoral contou com a participação de 3 candidatos a prefeito. O prefeito em exercício, Marcus Odilon, do PMDB, não pôde se candidatar para uma nova reeleição devido ao limite estabelecido na Constituição Brasileira de no máximo dois mandatos executivos consecutivos por pessoa. O primeiro turno foi realizado em 07 de outubro de 2012. Reginaldo Costa, candidato pelo PRP, foi eleito com 33.990 votos (51,52% dos votos válidos), seguido de Adones, do PMDB, que obteve 26.218 votos (39,74%).
Na Câmara dos Vereadores, 242 candidatos concorreram ao pleito e 19 foram eleitos. O PTC foi o partido que conquistou o maior número de assentos, com 4 eleitos. Genival Guedes Filho foi o candidato mais votado, recebendo 1.795 votos (2,73% dos votos validos).  Os candidatos eleitos tomaram posse em 1 de janeiro de 2013 para exercerem um mandato de quatro anos.

## Candidaturas para a prefeitura
| Nº      | Prefeito(a)  | Prefeito(a)                                  | Prefeito(a)       | Prefeito(a)                                                     | Vice-prefeito(a) | Vice-prefeito(a) | Vice-prefeito(a)                                 | Vice-prefeito(a)  | Vice-prefeito(a)                                  | Coligação Partido(s)                                    |
| Nº      | Candidato(a) | Candidato(a)                                 | Partido Federação | Cargos relevantes                                               | Candidato(a)     | Candidato(a)     | Candidato(a)                                     | Partido Federação | Cargos relevantes                                 | Coligação Partido(s)                                    |
| ------- | ------------ | -------------------------------------------- | ----------------- | --------------------------------------------------------------- | ---------------- | ---------------- | ------------------------------------------------ | ----------------- | ------------------------------------------------- | ------------------------------------------------------- |
| 15      |              | Adones Adones Gomes De Araújo Pereira Júnior | PMDB              | - Vereador                                                      |                  |                  | Dr. Emerson Panta Emerson Fernandes Alvino Panta | PMDB              | - Médico                                          | O Futuro E Agora PRB PDT PT PMDB PSC PRTB PMN PSB PCdoB |
| 44      |              | Reginaldo Costa Reginaldo Pereira Da Costa   | PRP               | - Advogado                                                      |                  |                  | Netinho Severino Alves Barbosa Filho             | PRP               | - Outros                                          | Coligacao Respeito E Prosperidade PR PHS PRP PSDB PTdoB |
| 50      |              | José Silva José Silva Dos Santos             | PSOL              | - Trabalhador De Fabricação De Produtos Têxteis (Exceto Roupas) |                  |                  | Padre Cristiano Cristiano De Melo Aguiar         | PSOL              | - Sacerdote Ou Membro De Ordem Ou Seita Religiosa | Sem coligação                                           |
| Fontes: |              |                                              |                   |                                                                 |                  |                  |                                                  |                   |                                                   |                                                         |

## Candidatos à vereança
| Coligação                                           | Partido | Partido | Candidaturas |
| --------------------------------------------------- | ------- | ------- | ------------ |
| Coligação Respeito E Prosperidade I (37 candidatos) |         | PTdoB   | 18           |
| Coligação Respeito E Prosperidade I (37 candidatos) |         | PRP     | 11           |
| Coligação Respeito E Prosperidade I (37 candidatos) |         | PHS     | 7            |
| Coligação Respeito E Prosperidade I (37 candidatos) |         | PSDB    | 1            |
| O Futuro E Agora I (37 candidatos)                  |         | PSB     | 17           |
| O Futuro E Agora I (37 candidatos)                  |         | PRB     | 14           |
| O Futuro E Agora I (37 candidatos)                  |         | PDT     | 3            |
| O Futuro E Agora I (37 candidatos)                  |         | PRTB    | 2            |
| O Futuro E Agora I (37 candidatos)                  |         | PMDB    | 1            |
| Unidos Por Santa Rita (36 candidatos)               |         | PTC     | 22           |
| Unidos Por Santa Rita (36 candidatos)               |         | PTB     | 11           |
| Unidos Por Santa Rita (36 candidatos)               |         | PP      | 3            |
| Pra Frente Santa Rita (35 candidatos)               |         | PV      | 18           |
| Pra Frente Santa Rita (35 candidatos)               |         | PSD     | 17           |
| Por Uma Nova Santa Rita I (34 candidatos)           |         | PTN     | 14           |
| Por Uma Nova Santa Rita I (34 candidatos)           |         | PPS     | 12           |
| Por Uma Nova Santa Rita I (34 candidatos)           |         | DEM     | 8            |
| O Futuro E Agora 2 (33 candidatos)                  |         | PT      | 18           |
| O Futuro E Agora 2 (33 candidatos)                  |         | PSC     | 15           |
|                                                     | PCdoB   | 29      |              |
|                                                     | PSOL    | 1       |              |
| Fontes:                                             |         |         |              |

## Resultados da eleição

### Prefeito
| Candidato(a) a prefeito  | Candidato(a) a prefeito  | Candidato(a) a vice-prefeito | Primeiro turno 07 de outubro de 2012 | Primeiro turno 07 de outubro de 2012 |
| Candidato(a) a prefeito  | Candidato(a) a prefeito  | Candidato(a) a vice-prefeito | Total                                | Percentagem                          |
| ------------------------ | ------------------------ | ---------------------------- | ------------------------------------ | ------------------------------------ |
|                          | Reginaldo (PRP)          | Netinho (PRP)                | 33.990                               | 51,52%                               |
|                          | Adones (PMDB)            | Dr. Emerson Panta (PMDB)     | 26.218                               | 39,74%                               |
|                          | José Silva (PSOL)        | Padre Cristiano (PSOL)       | 5.767                                | 8,74%                                |
| Total de votos válidos   | Total de votos válidos   | Total de votos válidos       | 65.975                               | 65.975                               |
| Votos apurados           |                          |                              |                                      |                                      |
| Votos válidos            | Votos válidos            | Votos válidos                | 65.975                               | 87,74%                               |
| Votos em branco          | Votos em branco          | Votos em branco              | 3.522                                | 4,68%                                |
| Votos nulos              | Votos nulos              | Votos nulos                  | 5.695                                | 7,57%                                |
| Total de votos apurados  | Total de votos apurados  | Total de votos apurados      | 75.192                               | 75.192                               |
| Eleitores                |                          |                              |                                      |                                      |
| Comparecimentos          | Comparecimentos          | Comparecimentos              | 75.192                               | 84,07%                               |
| Abstenções               | Abstenções               | Abstenções                   | 14.251                               | 15,93%                               |
| Total de eleitores aptos | Total de eleitores aptos | Total de eleitores aptos     | 89.443                               | 89.443                               |
| Total de seções: 280     |                          |                              |                                      |                                      |
| Fontes:                  |                          |                              |                                      |                                      |

### Composição da Câmara Municipal
|                          |                          |                 |                 |          |         |
| Nº                       | Partido                  | Votos populares | Votos populares | Assentos | ±       |
| Nº                       | Partido                  | Votos           | %               | Assentos | ±       |
| 36                       | PTC                      | 11.497          | 16,45%          | 4        | 4       |
| 40                       | PSB                      | 6.495           | 9,29%           | 3        | 3       |
| 70                       | PTdoB                    | 6.257           | 8,95%           | 2        | 2       |
| 55                       | PSD                      | 6.177           | 8,84%           | 2        | 2       |
| 44                       | PRP                      | 6.030           | 8,63%           | 2        | 2       |
| 13                       | PT                       | 4.107           | 5,88%           | 2        | 2       |
| 65                       | PCdoB                    | 6.076           | 8,69%           | 1        | 1       |
| 43                       | PV                       | 3.311           | 4,74%           | 1        | 1       |
| 19                       | PTN                      | 3.122           | 4,47%           | 1        | 1       |
| 31                       | PHS                      | 3.056           | 4,37%           | 1        | Estável |
| 23                       | PPS                      | 2.563           | 3,67%           | 0        | 1       |
| 14                       | PTB                      | 2.541           | 3,64%           | 0        | 2       |
| 20                       | PSC                      | 2.058           | 2,95%           | 0        | -       |
| 10                       | PRB                      | 1.902           | 2,72%           | 0        | -       |
| 11                       | PP                       | 1.183           | 1,69%           | 0        | -       |
| 15                       | PMDB                     | 1.037           | 1,48%           | 0        | 4       |
| 12                       | PDT                      | 800             | 1,14%           | 0        | -       |
| 45                       | PSDB                     | 743             | 1,06%           | 0        | -       |
| 25                       | DEM                      | 397             | 0,57%           | 0        | -       |
| 28                       | PRTB                     | 339             | 0,49%           | 0        | -       |
| 50                       | PSOL                     | 189             | 0,27%           | 0        | -       |
| Total de votos válidos   | Total de votos válidos   | 69.880          | 69.880          | 19       | 19      |
| Votos apurados           |                          |                 |                 | 19       | 19      |
| Total de votos válidos   | Total de votos válidos   | 69.880          | 92,94%          | 19       | 19      |
| Votos em branco          | Votos em branco          | 2.535           | 3,37%           | 19       | 19      |
| Votos nulos              | Votos nulos              | 2.777           | 3,69%           | 19       | 19      |
| Total de votos apurados  | Total de votos apurados  | 75.192          | 75.192          | 19       | 19      |
| Eleitores                |                          |                 |                 | 19       | 19      |
| Comparecimentos          | Comparecimentos          | 75.192          | 84,07%          | 19       | 19      |
| Abstenções               | Abstenções               | 14.251          | 15,93%          | 19       | 19      |
| Total de eleitores aptos | Total de eleitores aptos | 89.443          | 89.443          | 19       | 19      |
| Fontes:                  |                          |                 |                 |          |         |

### Vereadores eleitos
| Candidato(a) | Candidato(a)             | Partido | Votos | Votos       | Cidade de origem | Unidade federativa/País |
| Candidato(a) | Candidato(a)             | Partido | Total | Percentagem | Cidade de origem | Unidade federativa/País |
| ------------ | ------------------------ | ------- | ----- | ----------- | ---------------- | ----------------------- |
|              | Genival Guedes Filho     | PSD     | 1.795 | 2,73%       | Santa Rita       | Paraíba                 |
|              | Cibelly Filha De Cicinha | PRP     | 1.780 | 2,71%       | Santa Rita       | Paraíba                 |
|              | Flavio Pereira           | PRP     | 1.734 | 2,64%       | Santa Rita       | Paraíba                 |
|              | Farias                   | PTC     | 1.609 | 2,45%       | João Pessoa      | Paraíba                 |
|              | Vanda De Olavo           | PTdoB   | 1.590 | 2,42%       | João Pessoa      | Paraíba                 |
|              | Josa De Nezinho          | PTC     | 1.419 | 2,16%       | Santa Rita       | Paraíba                 |
|              | Ivonete                  | PV      | 1.325 | 2,01%       | Santa Rita       | Paraíba                 |
|              | Irmão Jauires            | PTC     | 1.064 | 1,62%       | Santa Rita       | Paraíba                 |
|              | Anésio Miranda           | PSB     | 1.036 | 1,58%       | João Pessoa      | Paraíba                 |
|              | Finha                    | PSD     | 1.000 | 1,52%       | Lagoa de Itaenga | Pernambuco              |
|              | Celio Rufino             | PTC     | 963   | 1,46%       | Lucena           | Paraíba                 |
|              | Bebé                     | PTdoB   | 924   | 1,41%       | Santa Rita       | Paraíba                 |
|              | Paulo Martins            | PHS     | 887   | 1,35%       | Mulungu          | Paraíba                 |
|              | Tubarão                  | PTN     | 845   | 1,28%       | Santa Rita       | Paraíba                 |
|              | Aurian                   | PSB     | 783   | 1,19%       | Santa Rita       | Paraíba                 |
|              | João Júnior              | PSB     | 761   | 1,16%       | Manaus           | Amazonas                |
|              | Sebastião Do Sindicato   | PT      | 746   | 1,13%       | Santa Rita       | Paraíba                 |
|              | Missinho Do Bode         | PCdoB   | 717   | 1,09%       | Santa Rita       | Paraíba                 |
|              | Padi Leomar              | PT      | 523   | 0,8%        | Santa Rita       | Paraíba                 |
| Fontes:      |                          |         |       |             |                  |                         |